# Kawamura Yasuo
Kawamura Yasuo (* 7. Mai 1908 in Ogoto; † 13. Oktober 1997 in Sapporo) war ein japanischer Eisschnellläufer.
Kawamura, der in der Präfektur Shiga geboren wurde, zog  in die Mandschurei und begann dort mit dem Eisschnelllauf. International startete er erstmals bei der Mehrkampf-Weltmeisterschaft 1931 in Helsinki, wo er den 18. Platz belegte. Im folgenden Jahr lief er bei der Mehrkampf-Weltmeisterschaft in Lake Placid auf den 15. Platz und nahm bei den Olympischen Winterspielen 1932 in Lake Placid an vier Wettbewerben teil, wo er bei allen Läufen in den Vorläufen ausschied. Im Jahr 1933 holte er über 1500 m seinen einzigen Meistertitel bei japanischen Meisterschaften. Bei den folgenden Olympischen Winterspielen 1936 in Garmisch-Partenkirchen kam er auf den 28. Platz über 1500 m. Zudem nahm er an der Mehrkampf-Weltmeisterschaft 1936 in Davos teil, die er aber vorzeitig beendete.
Nach dem Zweiten Weltkrieg zog er mit seiner Familie zurück nach Japan. Dort war er zunächst im Sportmanagement und als Sportjournalist tätig. Im Jahr 1970 trat er dem Organisationskomitee für die Olympischen Winterspiele 1972 in Sapporo bei und war dort als Wettkampffunktionär tätig.

## Persönliche Bestleistungen
| Disziplin | Zeit        | Datum            | Ort     |
| --------- | ----------- | ---------------- | ------- |
| 500 m     | 45,8 s      | 25. Januar 1936  | Oslo    |
| 1500 m    | 2:28,2 min  | 25. Januar 1936  | Oslo    |
| 5000 m    | 9:22,0 min  | 28. Februar 1931 | Tampere |
| 10.000 m  | 19:30,1 min | 1. März 1931     | Tampere |